# Клячка

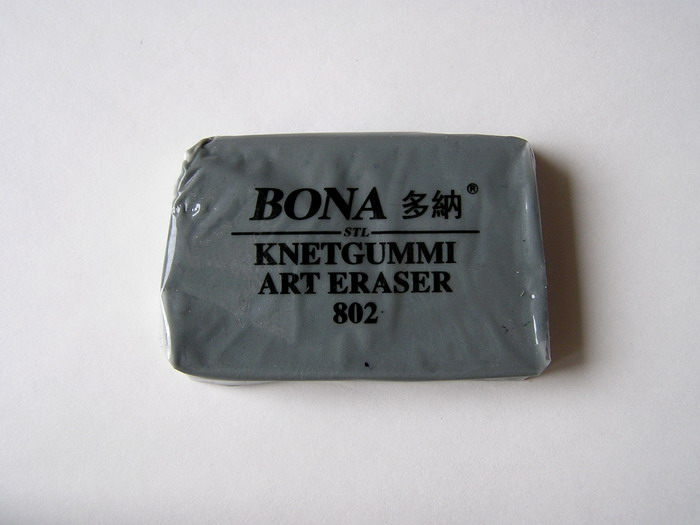

Гумка-клячка — канцелярський прилад для корекції й освітлення вугільних і пастельних малюнків, для видалення забруднень з плівки та кальки. З її допомогою можна передавати півтони і відблиски в роботах чорнографітним олівцем, пастеллю і вугіллям. Це гнучка спеціальна очищувальна гума. Має тістоподібну консистенцію і високі поглинальні властивості. Крім своєї основної функції — видалення слідів олівця — вона може використовуватися як ковпачок для захисту пишучої частини грифеля або подовження олівця для збільшення його терміну експлуатації.

## Принцип роботи
Захоплює частинки графічного матеріалу, не ушкоджуючи папір і не розмазуючи малюнок.